# Riso Kagaku
Riso Kagaku Corporation (japonsky:理想科学工業 –transkripcí: Risó kagaku kógjó kabušiki gaiša), je japonská firma, kterou v roce 1946 založil Noboru Hayama. V současnosti vede společnost v roli prezidenta a CEO Akira Hayama.
V současnosti společnost vyrábí digitální tiskové stroje Risograph, které svým výkonem i dalšími parametry převyšují standardní kopírovací stroje. Firma je průkopníkem v oblasti risografie a je zároveň i největším světovým výrobcem digitálních tiskových strojů, pracujících na tomto principu. Jejich výrobky pokrývají více než 60% světového trhu.